# Cuisine saint-marinaise
La cuisine saint-marinaise ressemble fortement à la cuisine italienne, et particulièrement à celles d'Émilie-Romagne et des Marches, en raison de l'enclavement de Saint-Marin dans l'Italie. Les principaux produits issus de l'agriculture saint-marinaise sont le fromage, le vin et le bétail. Saint-Marin produit également de l'huile d'olive et du miel d'acacia, de châtaignier et de fleurs sauvages.

## Plats
- Cannellonis

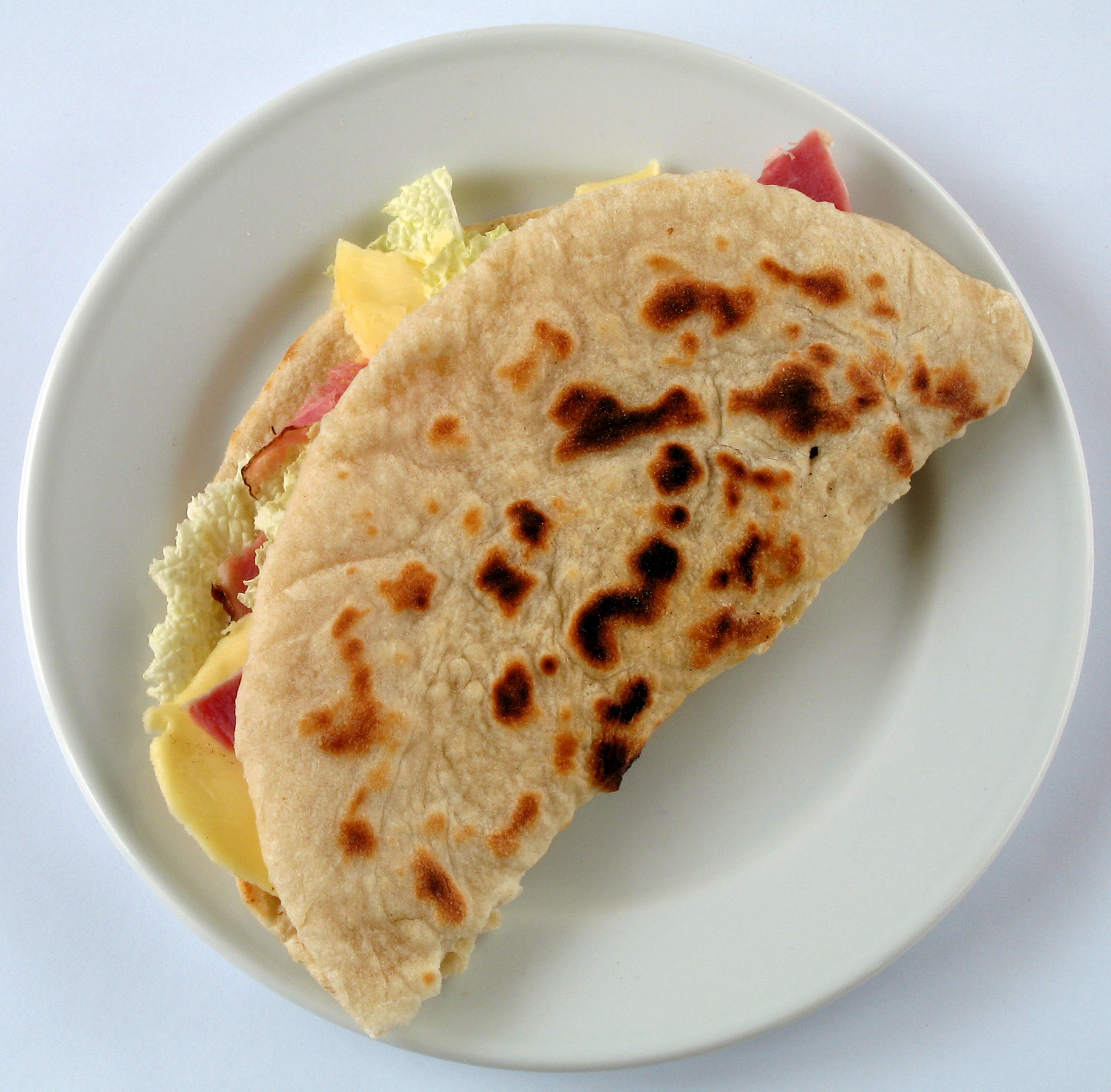
Une piada, ou piadina, plat très courant à Saint-Marin comme en Émilie-Romagne.

- Cappeletti in brodo, cappeletti en bouillon, consommés à Noël
- Coniglio con finocchio, lapin rôti avec du fenouil
- Costolette di vitello, côtelettes de veau à la façon bolognaise
- Couenne de porc aux haricots
- Erbazzone, un plat à base d'épinards, de fromage et d'oignons
- Lasagnes
- Nidi di rondine, plat de pâtes au four avec du jambon fumé, du bœuf, du fromage et de la sauce tomate
- Passatelli, pâtes faites de mie de pain, d'œufs, de parmesan et de noix de muscade servies dans un bouillon de poulet
- Piada, sorte de sandwich dans une fine galette de blé dont la garniture varie (fromage, herbes, crudités, viandes…). La piada ressemble à la piadina d'Émilie-Romagne.
- Polenta servie avec du bacon et de la sauge
- Raviolis
- Scaloppine di vitello, escalopes de veau à la romaine
- Tagliatelles

## Soupes
- Bobolotti, soupe composée de larges bandes de farine, d'eau et de sel, cuites dans l'eau avec du bacon et des haricots
- Faglioli con le cotiche, soupe de bacon et de haricots, souvent servie au repas de Noël
- Pasta e ceci, soupe de nouilles et de pois chiches avec du romarin et de l’ail

## Desserts

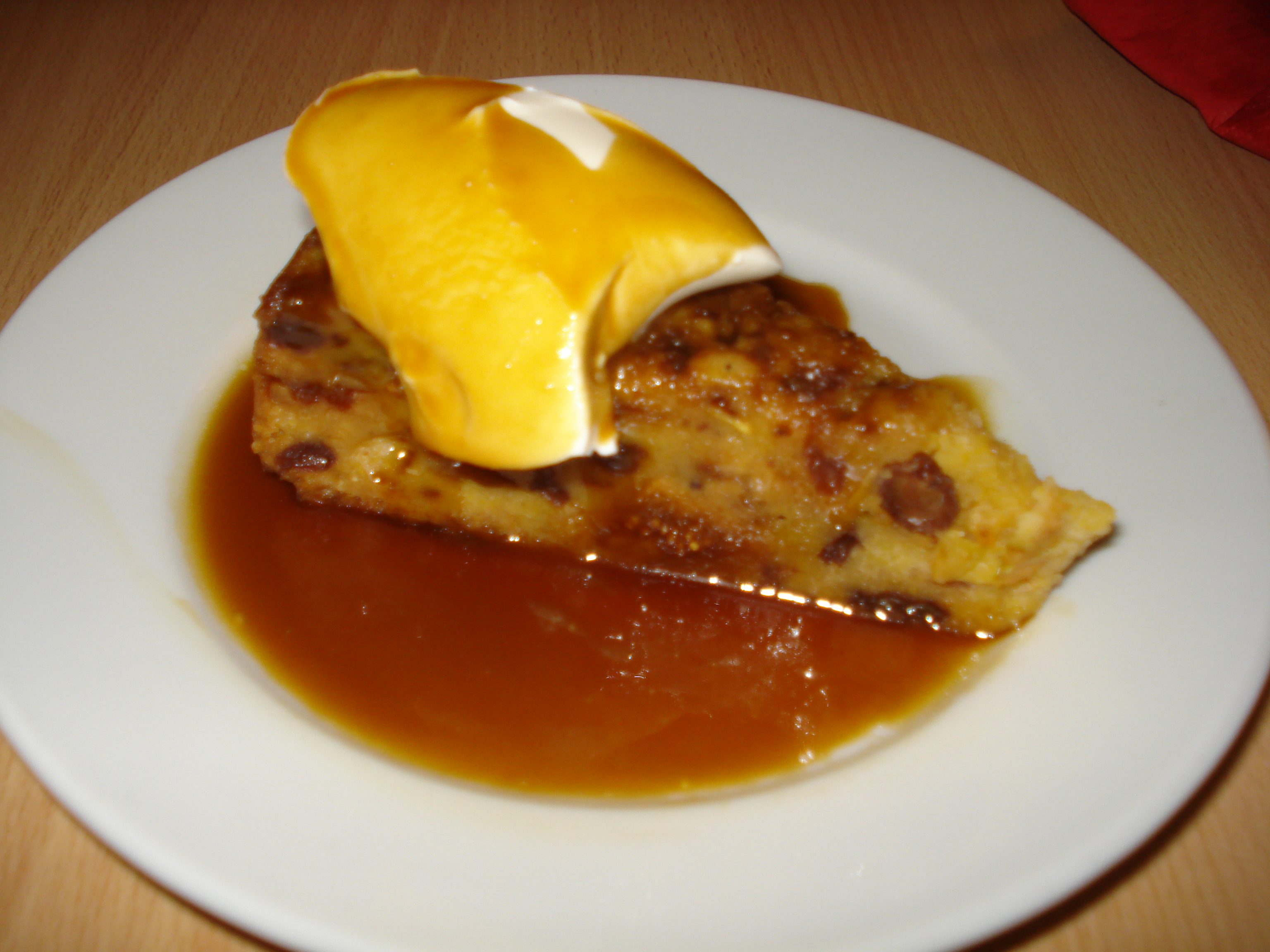
Un bustrengo.

- Bustrengo, un gâteau traditionnel de Noël fait avec de la semoule de maïs, du miel, des noix et des fruits secs
- Cacciatello, un dessert ressemblant à de la crème caramel
- Pagnotta, bonbon à base de raisin et d'anis consommé à Pâques
- Torta Titano, un gâteau à plusieurs couches, fait de biscuits, de noisettes, de chocolat, de crème et de café, inspiré de la montagne de Saint-Marin, le mont Titano
- Torta Tre Monti, inspiré par les trois tours de Saint-Marin, ce gâteau présente plusieurs couches similaires à de la gaufrette au chocolat et à la noisette recouvertes de chocolat noir. Le gâteau est fabriqué par l'entreprise La Serenissima et la technique de préparation est la même depuis 1942[3]
- Veretta, un dessert fait de noisettes, de praline et de gaufrettes au chocolat
- Zuppa di ciliegie, cerises marinées dans du vin rouge servies sur du pain blanc

## Boissons

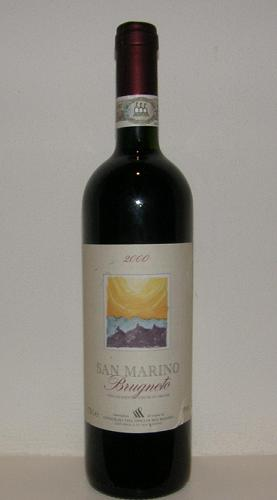
Bouteille de brugneto de Saint-Marin.

### Vin
Voir aussi : Viticulture à Saint-Marin

#### Vin rouge
- Brugneto
- Rosso dei castelli sammarinesi
- Sangiovese
- Tessano

#### Vin blanc
- Biancale
- Grilèt
- Moscato
- Oro dei Goti
- Roncale

### Liqueurs

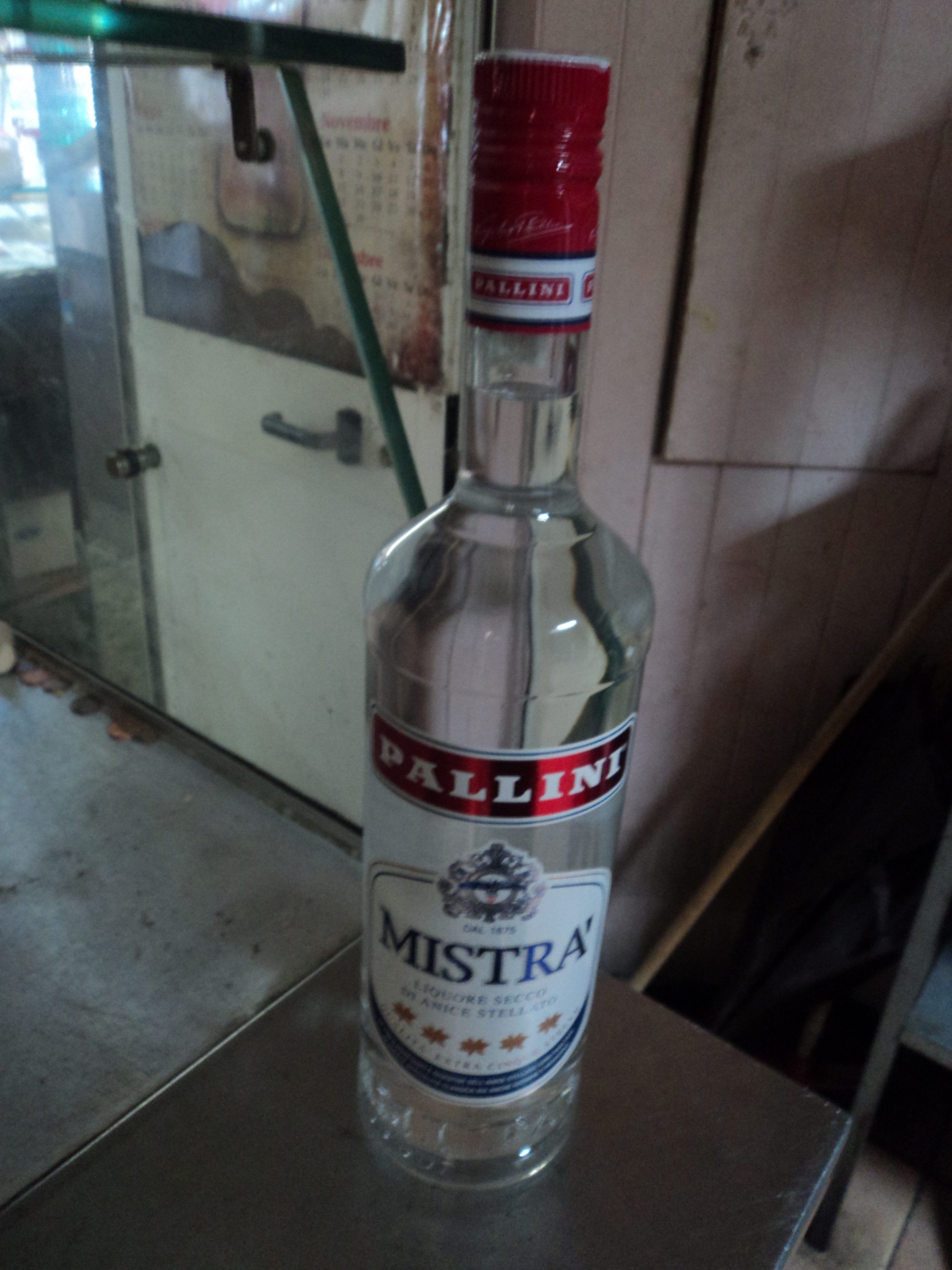
Bouteille de Mistrà.

- Mistrà, liqueur aromatisée à l’anis
- Tilus, liqueur aromatisée à la truffe

### Bière
- Birrificio Abusivo
- La Capanna
- La Cesta
- La Guaita Chiara
- Il Montale Rossa
- Titanbräu